# Guihu (köpinghuvudort i Kina, Zhejiang Sheng, lat 27,32, long 119,80)
Guihu (kinesiska: 龟湖镇) är en köpinghuvudort i Kina. Den ligger i provinsen Zhejiang, i den östra delen av landet, omkring 330 kilometer söder om provinshuvudstaden Hangzhou. Antalet invånare är 5 568. Befolkningen består av 2 523 kvinnor och 3 045 män. Barn under 15 år utgör 19,0 %, vuxna 15-64 år 65 %, och äldre över 65 år 15,0 %.
Runt Guihu är det ganska tätbefolkat, med 222 invånare per kvadratkilometer. Närmaste större samhälle är Sankui, 15,8 km nordost om Guihu. I omgivningarna runt Guihu växer i huvudsak blandskog.
Genomsnittlig årsnederbörd är 2 199 millimeter. Den regnigaste månaden är juni, med i genomsnitt 339 mm nederbörd, och den torraste är oktober, med 63 mm nederbörd.